# Faxonanthus
Faxonanthus é um género botânico pertencente à família Scrophulariaceae.